# Hugo Strasser

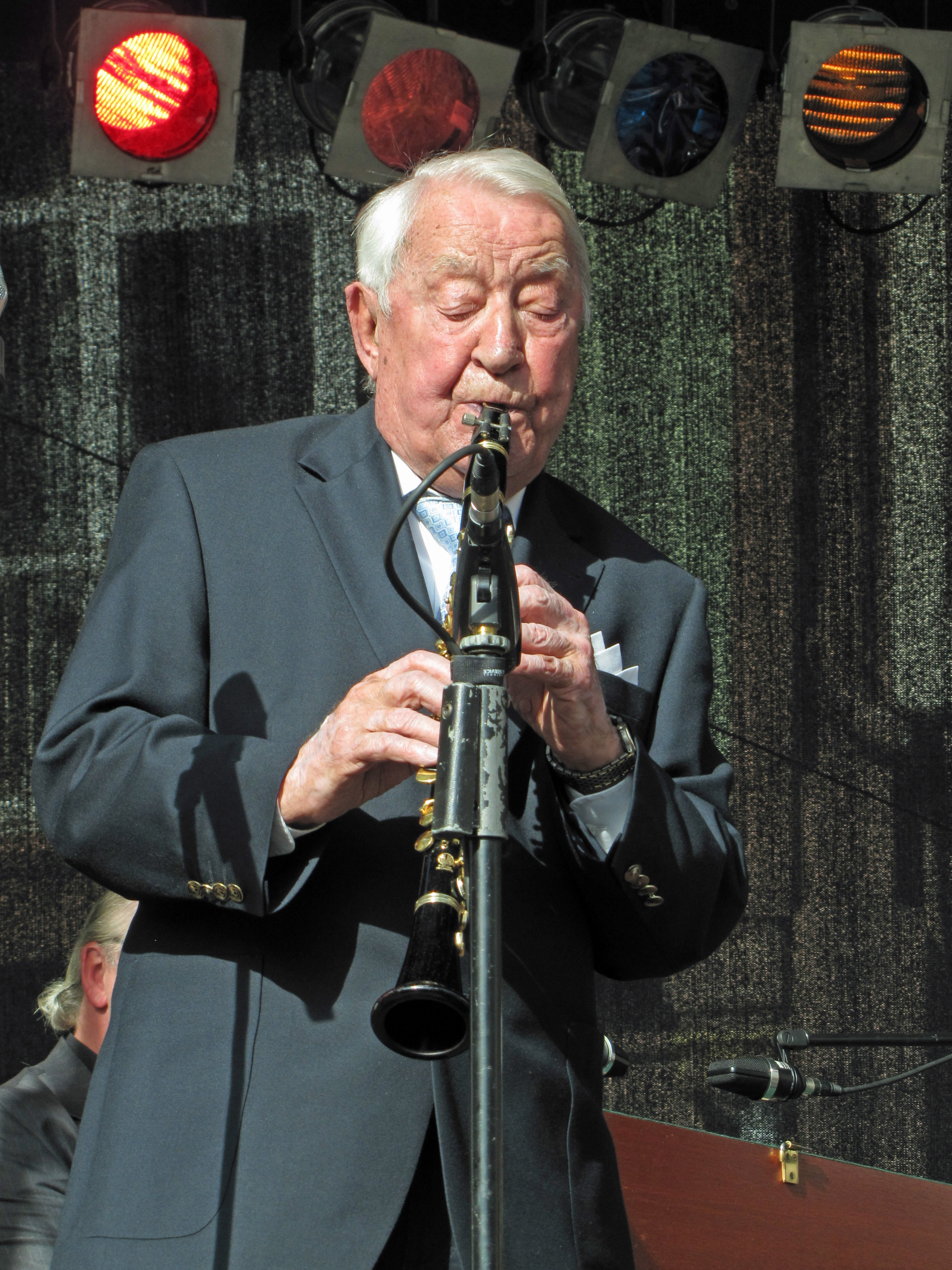
Hugo Strasser (2013), Frankfurt am Main

Hugo Strasser (München, 7 april 1922 – Grasbrunn-Neukeferloh, 17 maart 2016) was een Duits klarinettist, componist en bigbandleider. Zijn orkest is voornamelijk bekend door haar ballroommuziek, vooral door de serie "Tanzplatte des Jahres" en de optredens bij vele nationale en internationale danswedstrijden.

## Biografie
Strassers vader stamde uit een boerenfamilie in Jetzendorf en was een schoolconciërge, zijn moeder kwam uit Schrobenhausen. Als kind van zeven jaar speelde Strasser al solo mondharmonica in een kinderprogramma voor de Bayerischer Rundfunk. Vanaf zijn zestiende jaar studeerde hij klarinet aan de Akademie der Tonkunst in München bij Prof. Arnold, de toenmalige solokarinettist van de Bayerische Staatsoper. Volgens zijn eigen woorden speelde hij toen reeds niet helemaal volgens de regels van de klassieke muziek, maar gebruikte hij te veel vibrato in zijn spel, zoals in de lichte muziek en jazz gebruikelijk was. Want dat was eigenlijk hetgeen hij het liefst wilde spelen, maar tijdens de nazitijd was swing verboden. Tijdens zijn 8e semester moest hij in militaire dienst en vervolgde hij zijn muziekstudie aan de muziekschool van het leger in Bückeburg, net als James Last, Roy Etzel en Horst Fischer. Na de Tweede Wereldoorlog werkte hij als jazzmuzikant in verschillende Amerikaanse clubs in Duitsland. Hier speelde hij samen met veel van zijn idolen zoals Count Basie, Lionel Hampton, Ella Fitzgerald en Louis Armstrong.
In 1949 trad hij toe tot het orkest, eerst een sextet en daarna bigband, van Max Greger als altsaxofonist en klarinettist. Het orkest van Max Greger had al snel zowel nationaal als internationaal veel succes en begon aan enkele grote tournees. Strasser wilde niet zo lang van zijn familie gescheiden zijn en had daarnaast de droom om een eigen orkest te leiden.

### Band
In 1954 was het dan zover. De oprichting van zijn eigen band. Eerst bestond de band uit acht muzikanten, maar werd nog datzelfde jaar uitgebreid tot een zestien muzikanten tellende bigband. Een jaar lang speelden hij en zijn orkest in het Deutsches Theater in München en bij de Bayerischer Rundfunk speelden ze in veel producties en live-uitzendingen. Hierdoor kregen ze al snel landelijke bekendheid. Langzaam ontwikkelde zich in de loop der jaren ook de beroemde Strasser-sound, waarin de door Strasser bespeelde en speciaal voor hem door de Gebrüder Keilwerth in Gelnhausen ontwikkelde klarinet de hoofdrol speelt. Een groot voordeel voor deze Strasser-sound was, dat de arrangeurs ook zelf muzikanten in het orkest waren. Naast Strasser zelf werden de arrangementen, en ook veel composities, meestal gemaakt door de in 2001 overleden tenorsaxofonist Werner Tauber, trombonist Hans Ehrlinger, trompettist Etienne Cap en gitarist Dirk Schweppe. Ook zoon Thomas Strasser (gitaar) (*1952) heeft jaren deel uitgemaakt van het orkest, zowel als muzikant, arrangeur en componist. Anno 2009 bestond het orkest naast Strasser op klarinet uit vijf saxofoons, drie trompetten, drie trombones, keyboard, gitaar, bas en slagwerk. Hoewel het orkest meer dan vijftig jaar bestond, waren er lange tijd nauwelijks wijzigingen in de bezetting geweest.

### Hot Five
Ter gelegenheid van het concert ter ere van de 65e verjaardag van Strasser werd zijn swing-band Hot Five opgericht. Samen met Ladia Base (piano en arrangementen), Martin Schmid (bas), Uwe Gehring (gitaar) en Werner Schmitt (slagwerk) geven zij ieder jaar een aantal jazzconcerten waar improvisatie centraal staat. Enige tijd werd dit combo regelmatig aangevuld door de zangeres Eva Pantelli.

### Muziek
In de begintijd van Strassers orkest was er in Duitsland eigenlijk geen orkest dat gespecialiseerd was in het spelen bij danswedstrijden. Strasser ontdekte, zoals hij zelf zegt, dit gat in de markt en begon zich te specialiseren in ballroommuziek. Het vakblad Tanz-illustrierte en de ADTV, Allgemeiner Deutscher Tanzlehrerverband waren begonnen met het uitbrengen van dansplaten, in eerste instantie met orkestleider Béla Sanders. In 1965 vroegen zij Strasser een dansplaat uit te brengen die voldeed aan de eisen van het werelddansprogramma. De lp kreeg de naam Die Tanzplatte des Jahres en was het begin van lange succesvolle reeks die zou duren tot 1996. De laatste in deze reeks heette Dancing 2000 - The album 1995/96. Het laatste nummer op dit album was Danke schön waarmee Strasser al zijn fans bedankte. De eerste lp had nog geen jaartal in de titel maar vanaf Die Tanzplatte des Jahres 1966/67 kwam daar verandering in. Strasser had tot en met 1976 het alleenrecht op de titel Die Tanzplatte des Jahres. Hierna werd ook door de orkesten van Max Greger en Günter Noris deze titel gebruikt op hun albums.
Naast ballroomplaten bracht Strasser ook meerdere easy listening en party lp's uit. Ook talloze televisieshows, zoals Musik is Trumpf, Wir machen Musik, Sing mit mir - Tanz mit mir en Mit Musik geht alles besser werden door Strasser en zijn band ondersteund. Voor deze shows, maar ook voor plaatopnamen, werd het orkest regelmatig met een strijkorkest en achtergrondzangers uitgebreid.
Een curiositeit in de opnames van Strasser is het album Was ich sagen wollte uit 1989. Op dit album zingt Strasser zelf de door hem gecomponeerde titels. De teksten werden geschreven door Claudia Schwarz.
Strasser was tevens een gevierd componist en arrangeur. Veel van de Engelse en Weense walsen op zijn lp's waren door hem gecomponeerd. Van zijn schlager Edelweiß vom Wendelstein werden meer dan 600.000 singles verkocht en het jazznummer Lonely Trumpet werd door de trompettist Ray Anthony een wereldsucces. In 1964 componeerde hij de muziek voor de film Das Mädel aus dem Böhmerwald.

### Swing Legenden
Samen met vrienden/collega's Max Greger (saxofoon) en Paul Kuhn (zang en piano) vormde Strasser sinds 2006 het trio Swing Legenden. Dit trio werd opgericht ter gelegenheid van de tachtigste verjaardag van Max Greger. Ondersteund door de SWR Big Band speelden zij voor uitverkochte zalen de muziek van onder meer Glenn Miller, Duke Ellington en Count Basie. Voor de zang zorgden onder andere de Zick Sisters en de Kessler-Zwillinge. In 2013 overleed Paul Kuhn en in 2015 Max Greger. Strasser zelf overleed in 2016 op bijna 94-jarige leeftijd.

## Discografie (onvolledig)
- Schicke Tanzmusik (1962-63); Modedansen zoals Letkiss en Madison
- Turniertanz-Trümpfe (1963)
- Die Tanzplatte des Jahres (30 stuks; 1966 tot 1996; sinds 1982 als digitale-opname, sinds 1984 ook als cd)
- Das Goldene Tanzalbum 1 - 4 (1967-1968; deel 1: Valencia - Die Goldenen 20er Jahre; deel 2: In the Mood - Melodie und Rhythmus; deel 3: Warum müssen Jahre vergehen - ewig junge Filmschlager; deel 4: Yesterday - Vom Twist zum Beat)
- Das Goldene Tanzalbum (2LP)
- Dancing in the dark
- Goldene Weltstadt Melodien (1967)
- Das Goldene Hausparty-Album 1 - 3 (1968)
- Mit Hugo Strasser im 3/4-Takt (1968)
- Das Goldene Hausparty-Album 4 - 6 (1969)
- Tanzweltmeisterschaft 1970
- Filmhits zum Tanzen (1970)
- Tanztest-Platte (1971/72);
- Tanzhits '71 tot en met '73 (1971 tot en met 1973; Beat- en rockmuziek)
- Romantic Party (1972;Deze lp was quadrofonisch opgenomen)
- Olympia-Ball (1972; speciaal gecomponeerde titel voor de Olympische Spelen in Sapporo en München)
- Olympia-Party
- Swinging Christmas (1973, bekende Kerstliederen)
- The Dancing Clarinet (1973; Traditionals uit alle windstreken in een strak ritme)
- Hit Party des Jahres (7 stuks; genummerd 1 tot en met 7; laatste in 1981)
- Alpen-Schlagerfestival Holiday hit hop (1974; Alpenhits in een swingend jasje)
- Der Goldene Tanzschuh (1974; Operamelodieën om op te dansen)
- Blue Hawaii Party (1977)
- Tanzgala (1980; opgenomen ter ere van het 25-jarig bestaan van het orkest)
- Tanzgala international (1981)
- Tanzgala Folge II (1983)
- Sommer Top-Hits (1987)
- Der Goldene Tanzschuh (1986; Muziek uit de gelijknamige ZDF-uitzending)
- Swing mit mir - Tanz mit mir (1988; Muziek van Franz Grothe)
- Die ganze Welt ist himmelblau (1989; Muziek van Robert Stolz)
- Was ich sagen wollte... (1989; Hugo Strasser zingt)
- Tanz! Tanz! Tanz! (1990; Peter Kreuder-melodieën)
- ARD Masters Gala '92 (1992)
- Wie ein Traum (1998)
- Swing it easy (1999; met zijn Hot Five)
- Swing Feelings 1, Gestern, Heute, Morgen (2001; met het Heinrich Haas Combo)
- Swing Feelings 2, Winter Wonderland (2001; met het Heinrich Haas Combo)
- Hugo Strasser und seine Hot Five (2003)
- Swing Feelings 3, Sinatra (2004; met het Heinrich Haas Combo)
- 85 Jahre - Musik ist mein leben (2007)
- Swing Hugo Swing (2009)
- Talloze verzamelalbums